# Садыков, Гусейн-Ага Муса оглы
Гусейн-Ага Муса оглы Садыков (азерб. Hüseynağa Musa oğlu Sadıqov; род. 14 марта 1940, Баку) — азербайджанский государственный деятель. Министр иностранных дел Азербайджана (1991—1992). Посол Азербайджана в Германии (1992—2005).

## Биография
Родился 14 марта 1940 года в Баку. В 1963 году окончил факультет европейских языков Азербайджанского института иностранных языков. Учился в аспирантуре института. 
Работал переводчиком, заместителем директора, директором гостиничного комплекса Азербайджана, в азербайджанском отделении всесоюзного общества «Интурист», с 1962 года — заместителем директора по делам «Интуриста». 
С 1970 года — инструктор  отдела зарубежных связей ЦК Коммунистической партии Азербайджана. 
В 1968 году окончил Высшие курсы иностранного туризма при Совете Министров СССР (Москва). 
С 1971 года занимал ответственные должности в Совете Министров Азербайджанской ССР и ЦК КП Азербайджана. 
С 1974 года на дипломатической службе. Являлся вице-консулом в консульстве СССР в Лейпциге, Германия. С 1980 года являлся консулом в консульстве СССР в Ростоке. 
Занимал дипломатические должности в Генеральном консульстве СССР в ГДР и посольстве СССР в Берлине. 
Министр иностранных дел Азербайджанской ССР (23 января 1988 — 30 августа 1991).
Министр иностранных дел Азербайджана (январь 1992 — 29 мая 1992). Первый министр иностранных дел Азербайджана. 
В 1989 году присвоен дипломатический ранг чрезвычайного и полномочного посла СССР. В 1992 году присвоен ранг чрезвычайного и полномочного посла Азербайджана. 
Посол Азербайджана в Германии (29 мая 1992 — 9 августа 2005). Одновременно являлся послом Азербайджана в Австрии (29 мая 1992 — апрель 1995), Швейцарии (29 мая 1992 — 2005), Нидерландах (29 мая 1992 — 2 ноября 2004), Люксембурге (29 мая 1992 — 2 ноября 2004), Бельгии (1992—2005).
Являлся одним из первых послов Азербайджана в европейских странах.
Владеет немецким, арабским, турецким и русским языками.

## Сочинения
Автор более 50 статей в области международной политики в азербайджанской и немецкой прессе.